# Buon viaggio, pover'uomo
Buon viaggio, pover'uomo è un film italiano del 1951 diretto da Giorgio Pàstina.

## Trama
Milano. Il mite ragioniere Torquato, siciliano di origine, lavora presso una ditta dove il capoufficio e gli altri impiegati non lo prendono mai in considerazione e lo disprezzano. A casa deve affrontare i problemi quotidiani con i familiari e il rumoroso vicinato. Una mattina il capoufficio gli assegna una commissione: deve recarsi all'Anagrafe per ritirare importanti documenti. Li ottiene e li ripone nella sua cartella di cuoio, decide però di girovagare per il centro cittadino e, fermatosi dentro un bar, si distrae per un attimo e un altro avventore scambia involontariamente la sua cartella con la propria.
Costretto a ricerche affannose, il ragioniere riesce a recuperare presso i mercati generali la borsa; rientra in ufficio sconvolto e lì viene raggiunto da un fattorino che gli consegna una ricompensa di ben centomila lire come premio da parte del proprietario della borsa scambiata. Torquato decide così di prendersi una vacanza e di affrontare un viaggio con destinazione Roma o Napoli. Chieste non senza difficoltà le ferie spettanti alla ditta, e fa credere ai familiari di essere in viaggio per affari; all'ultimo istante acquista un biglietto per Capri e sul treno cede alle lusinghe di una donna affascinante non sospettando che in realtà è una ladra.
Costei gli sfila il portafoglio e, giunto a Roma, l'uomo si accorge di essere rimasto senza quattrini e senza documenti. In preda alla disperazione, è costretto a unirsi a una carovana di pellegrini milanesi giunti nella capitale per l'Anno Santo. Liberatosi della loro compagnia, fa il giro di Roma alla ricerca di qualche suo eventuale parente che possa ospitarlo, ma tutto si rivela vano; è quindi obbligato a passare la notte nella camera di un convento, e lì si fa strada nel suo animo una sorta di vocazione religiosa, mentre nel capoluogo lombardo i familiari, in ansia per non aver ricevuto sue telefonate, si rivolgono al Commissariato.
I frati del convento scoprono nel medesimo momento che l'improvvisa vocazione di Torquato non è sincera; l'impiegato, pentitosi del suo folle pensiero, acquista un giocattolo promesso da tanto tempo al figlio e riparte per Milano senza sapere che la moglie lo sta per raggiungere a Roma. Lo attende una brutta sorpresa: il suo bambino si è gravemente ammalato e rischia di morire. L'uomo, affranto, chiede perdono a Dio e, proprio quando la moglie rientra trafelata, avviene il miracolo con la guarigione del figlio. La vita per loro riprenderà tra i soliti rumori giornalieri e le solite angherie subite sul posto di lavoro, ma l'impiegato ripartirà con una nuova convinzione di vita e una maggiore accortezza, torchiato dai rigori dell'esperienza vissuta.

## Commento
È l'ottavo lungometraggio realizzato da Giorgio Pàstina. Iscritto al P.R.C. della S.I.A.E. con il n. 956, venne presentato alla Commissione di Revisione Cinematografica, presieduta da Giulio Andreotti, il 1º agosto 1951 e ottiene il visto di censura il giorno seguente, il n. 10.357 del 2 agosto 1951, con una lunghezza della pellicola accertata di 2.570 metri, senza alcun taglio, ammettendolo alla programmazione obbligatoria col contributo del 10%. Aveva come sottotitolo Un pellegrino a Roma. Non ebbe però grande fortuna commerciale (incassò 45.650.000 di lire) né tantomeno critica. Uscì però negli Stati Uniti l'8 ottobre 1953 col titolo Journey to love Oltre ai tecnici accanto riportati, per il momento si conosce soltanto il nome del fonico, Ennio Sensi. Non è mai stato pubblicato in home video, ma è passato in televisione su alcune emittenti private. Esistono i manifesti, le locandine e diverse immagini del film.